# The Oregon Trail (videojoc)
The Oregon Trail, és un videojoc d'ordinador originalment desenvolupat per Don Rawitsch, Bill Heinemann i Paul Dillenberger el 1971 i produït pel Consorci d'Educació Computacional de Minnesota el 1974. El joc original va ser dissenyat per ensenyar als nens de les escoles estatunidenques sobre la vida dels pioners del Camí d'Oregon al segle xix. El jugador assumeix el rol d'un líder en un carro guiant al seu grup de colons des de Independence (Missouri) cap a la Vall de Willamette, pel Camí d'Oregon el 1848. El joc és el primer lliurament de la sèrie d'Oregon Trail, i des que va ser llançat en moltes edicions i per diversos desenvolupadors i dissenyadors que van adquirir els seus drets, ha inspirat una sèrie de spinoffs com "Els pioners de Yukon", "Els pioners de l'Amazonia" i una paròdia anomenada "Organ Trail".

## Història
El 1971, Don Rawitsch, ensenyava classes d'història en el vuitè grau del Carleton College a Northfield, Minimona. El va utilitzar un HP Timed Shared BASIC, executant-se en un miniordinador HP 2100, per escriure el programa de computadora que li ajudaria a donar la seva classe. Rawitsch va reclutar a dos amics i al seu torn docents escolars Bill Heinemann i Paul Dillenberger per que l'ajudessin.

### MECC
El 1974, el Consorci d'Educació Computacional de Missouri (MECC, per les seves sigles en anglès), una organització finançada per l'Estat que desenvolupava programari educatiu per als salons de classes, va contractar a Rawitsch. Ell va reconstruir el joc, afegint-li esdeveniments i conseqüències a les tantes opcions pròpies del mateix, basant-se en les actuals probabilitats històriques sobre què els succeïa als viatgers en cada localitat de la Ruta en el joc. Ell va basar moltes de les opcions del joc en narracions històriques de la gent de la ruta, que ell mateix havia llegit. Rawitsch va pujar Oregon Trail a la xarxa de temps compartit de l'organització, on va poder ser accedit per les escoles al voltant d'Indiana i Utah. El joc es va convertir en un dels programes més populars de la xarxa, amb milers de jugadors mensualment.
Rawitsch va publicar el codi font d'Oregon Trail, escrit en BASIC 3.1 pel CDC Cyber 70/73-26 en l'edició de Maig-Juny de 1978 de Creative Computing. Aquest any la MECC va començar a encoratjar a les escoles al fet que adoptin el miniordinador Apple II. John Cook va adaptar el joc per l'Apple II, i va aparèixer en la sèrie #108 de discos PDS del programa A.P.P.L.I. Una altra versió anomenada Oregon Trail 2 va ser adaptada al juny de 1978 per J.P.O´Malley. El joc va ser llançat després com a part de la Sèrie MECC´s Elementary a l'Elementary Vol. 6 el 1980. El joc va ser titulat simplement Oregon, i va presentar gràfiques mínimes. Va provar ser tan popular que va ser rellançat com un joc independent, amb gràfiques substancialment millorades el 1985.

### Edicions
- 1985: The Oregon Trail (Apple II)
- 1990: The Oregon Trail: Classic Edition (Macintosh)
- 1992: The Oregon Trail Deluxe (DOS, Macintosh)
- 1993–96: The Oregon Trail Veure 1.2 (Windows)
- 1996: Oregon Trail II (Windows)
- 1997: The Oregon Trail 3rd Edition (Windows, Macintosh)
- 2001: The Oregon Trail 4th Edition (Windows, Macintosh)
- 2002: The Oregon Trail 5th Edition (Windows, Macintosh)
- 2009: The Oregon Trail (DSiware)
- 2011: The Oregon Trail (Wii)
- 2011: The Oregon Trail (3DS)
- 2011: The Oregon Trail: American Settler (iOS, Android)
- 2012: The Oregon Trail (Windows Phone)

## Jugabilitat

### Caça
Un aspecte important del joc era l'habilitat de caçar. Usant rifles i les seves bales eren comprades en el transcurs del joc, els jugadors seleccionaven l'opció "Caçar" i caçaven animals salvatges per sumar les seves reserves de menjar. En la versió original, no hi havia gràfiques i els jugadors eren cronometrats sobre com de ràpid ells podien escriure les paraules "BANG", "WHAM" o "POW", amb paraules mal escrites que resultaven en una caça fallida. En la primera edició amb gràfiques millorades, els jugadors controlaven un petit home que podia apuntar un rifle en una de vuit diferents direccions i disparar tir a tir als animals. En les versions posteriors, els jugadors caçaven amb una mira en forma de creu controlada pel ratolí. El Bisonte era el blanc més lent i el que major quantitat de menjar proveïa; els ossos entre els bisons i els cérvols en totes les tres propietats. Mentre la suma de trets durant una excursió de cacera era limitat per les municions d'un sol jugador, la màxima suma de carn que podia ser carregat en el vagó era de 100 lliures en les primeres versions del joc. En les últimes versions, sempre que hi hagi almenys dos membres vius de la tripulació del vagó, 200 lliures podien portar-se de tornada a la carreta. En l'última versió, els jugadors podien caçar en diferents ambients. Per exemple, caçar durant l'hivern podia resultar en un ambient cobert de neu. En aquesta mateixa versió, l'excés de caça d'animals es traduiria en "escassetat" i reduiria la quantitat d'animals que apareixerien més tard en el joc.

### Morts
Durant tot el curs del joc, els membres del grup podien emmalaltir i morir per diverses causes, com el xarampió, mossegada de serps, disenteria, febre tifoide, còlera i cansament. La gent podia morir també per afogament o per ferides de trets accidentals. Els bous del jugador també són subjectes de malalties i mort. En Oregon Trail 2 per ordinador, i futurs llançaments, quan un membre del grup mor, el jugador tenia l'opció de conduir un petit funeral: Si el jugador així ho triava (com les instruccions del joc i els consellers del mateix recomanaven, però no en els ambients més hostils), el jugador podia escriure un epitafi en la tomba del company mort abans de continuar la ruta; si el jugador declinava a fer el funeral, el grup sofria una severa baixa de moral.

### Puntuació
Al final del viatge, la puntuació del jugador és determinada en dues fases. En la primera, el programa premia amb punts per cada membre de la família que va sobreviure (mesurats per la seva salut), per cada possessió que quedi (mesura per tipus), i pels diners romanent (Un punt per cada dòlar). En la segona fase, el programa multiplica la puntuació pel grau o dificultat corresponent al nivell de recursos inicials del grup (determinat dins del joc per la professió del líder del grup), per exemple, en la versió per Apple II, un banquer que iniciava amb 1.600 dòlars no rebia bonificació, el puntaje final d'un fuster que iniciava amb 800 dòlars era duplicat, i el puntaje final d'un granger que iniciava amb 400 dòlars era triplicat.

## Llegat
El joc va ser molt popular en entre els nens de les escoles d'Amèrica del Nord a mitjan dècada dels 1980 i principis de la de 1990, a causa que molts estudiants tenien accés al joc a les seves escoles. MECC va continuar l'èxit d'Oregon Trail amb jocs similars com Yukon Trial o Amazon Trail. El títol original va ser rellançat diverses vegades, per a diferents plataformes i en diferents mitjans, ja va per la cinquena edició.
La frase "You have died of disentery" (has mort de disenteria) va ser popularitzada en samarretes i més màrqueting. Una altra popular frase del joc és "Here lies Andy, pepperoni and cheese" (Aquí jeu Andy, pepperoni i formatge), el qual és un epitafi mostrat en les tombes del joc, frase que feia una directa referència a un popular comercial dels 90´s d'una marca de pizzes anomenades "Tombstone" (pizzes tomba).
En 2007, Thule Corporation va crear Thule Trail com a eina promocional. La companyia va canviar la seva ubicació inicial a Chicago, la destinació del Festival Musical d'Atlantis en Santa Barbara (Califòrnia), vida silvestre per als entrepans, i va fer altres arranjaments. En 2008, la banda Fall Out Boy, va llançar una versió similar alguna cosa alterada del joc anomenada "Fall Out Boy Trail" per promocionar el llançament del seu àlbum Folie à Deux.
El joc va ressorgir en 2008, quan Gameloft va crear una versió actualitzada per a mòbils. Un nou llançament per iPhone i iPod Touch està també disponible des de Gameloft. El joc es va engegar para iTunes App Store l'11 de març de 2009. El 7 de gener de 2010, la versió de WebOS para Palm, va ser llançada pel Palm App Catalog. L'11 de novembre de 2010, una versió de Xbox Live va ser llançada para Windows Phone.
La versió per a mòbils del joc és similar a l'original, però varia que el jugador pot escollir un de tres diferents vagons. Un vagó clàssic, un "prairie schooner" i un "conestoga wagon". El jugador també pot triar a convertir-se en un banquer, un fuster o un granger; cadascun amb diferents i únics beneficis. Al contrari de la versió per pc, els jugadors de la versió per iOS, no necessitaven rifles ni bales. El joc va rebre una major actualització, en la qual tenia al jugador usant, intercanviant i elaborant subministraments per millorar el seu vagó, comprar menjar i guarir malalties.
El 2 de febrer de 2011, una nova versió del joc va ser llançada per a Facebook, la versió va ser remoguda quan Blue Fang Games va tancar.
En 2012 el Willamage Heritage Center i el periòdic Statesman Journal, van crear Oregon Trail Live com un concurs d'actuació en viu. Alguns equips van competir a mesura que dominaven 10 desafiaments en els terrenys del WHC. Els reptes eren basats lleugerament en el joc. Des d'aquest any el concurs és repetit anualment en el mes de setembre en el WHC i s'ha fet tradició. En 2014 l'esdeveniment va rebre el Premi d'educador excel·lent de l'Associació de Rutes Califòrnia-Oregon.

## Recepció
The Oregon Trail va ser un gran èxit, ha venut més de 65 milions de còpies, després de 10 iteracions per més de 40 anys. El joc va ser inclòs en el llibre de "Els 1001 videojocs que has de jugar abans de morir". No obstant això, alguns dels seus remakes no van rebre tan bona crítica, la versió de Wii va ser qualificada amb un 3/10 per Gamespot, citant gràfics pobres, controls maldestres i una interfície confusa. Malgrat això, van assenyalar que podia ser una eina educativa molt bona. La versió per iOS va rebre millors crítiques, puntuat per Metacritic amb una qualificació 66/100.
Polygon el va descriure com un dels jocs més reeixits de tots els temps, declarant-lo una icona cultural. IGN en el 2009 va descriure el joc com un "grat record que no et defraudarà". A causa de la seva popularitat generalitzada, “The Oregon Trail” va ser introduït en el World Video Game Hall of Fame de 2016.